# Khách sạn Excalibur
Khách sạn và sòng bạc Excalibur là một khách sạn sòng bạc nằm trên Dải Las Vegas ở Paradise, Nevada, Hoa Kỳ. Nó được xây dựng vào năm 1990 và thuộc sở hữu của Vici Properties và được điều hành bởi MGM Resorts International. Các tiện nghi của khách sạn bao gồm sòng bạc rộng 92.389 foot vuông (8.583,2 mét vuông), khách sạn 28 tầng với 3.981 phòng và nhiều nhà hàng khác nhau.
Khu nghỉ dưỡng trị giá 290 triệu đô la được phát triển bởi Circus Circus Enterprises. Chủ đề lâu đài được hình thành bởi người sáng lập công ty William Bennett, và khu nghỉ dưỡng được thiết kế bởi Veldon Simpson. Bennett và nhóm thiết kế đã đi du lịch đến các lâu đài khắp châu Âu để tìm cảm hứng. Việc xây dựng bắt đầu vào tháng 10 năm 1988 và khu nghỉ dưỡng được khai trương vào ngày 19 tháng 6 năm 1990. Đây là khách sạn lớn nhất thế giới cho đến khi MGM Grand gần đó khai trương vào năm 1993.

## Lịch sử
Khu nghỉ dưỡng Excalibur chiếm diện tích khoảng 50 mẫu Anh (20 ha), nằm dọc theo Dải Las Vegas tại góc tây nam của giao lộ Tropicana - Las Vegas Boulevard. Khu đất này từng được đề xuất là địa điểm của Xanadu, một khu nghỉ dưỡng 1.730 phòng được công bố vào năm 1975. Xanadu không bao giờ được xây dựng, vì các nhà phát triển của nó không thể bảo đảm một thỏa thuận với quận về cơ sở hạ tầng cống rãnh.
Circus Circus Enterprises đã mua mảnh đất trống vào tháng 5 năm 1988, và một tháng sau đó đã công bố kế hoạch xây dựng một khu nghỉ dưỡng theo chủ đề lâu đài trên mảnh đất này. Công ty đã tổ chức một cuộc thi quốc tế để xác định tên của khu nghỉ dưỡng mới. Hơn 180.000 bài dự thi đã được gửi về, và cái tên chiến thắng, "Excalibur", đã được chọn trong hơn 33.000 tên. Nó được đặt theo tên thanh kiếm Excalibur thần thoại của Vua Arthur.
Lễ khởi công xây dựng Excalibur diễn ra vào ngày 7 tháng 10 năm 1988. Marnell Corrao Associates là tổng thầu xây dựng. Khu nghỉ dưỡng trị giá 290 triệu đô la đã khai trương vào ngày 19 tháng 6 năm 1990, đón tiếp 30.000 du khách vào ngày đầu tiên hoạt động. Excalibur là một trong những khu nghỉ dưỡng giải trí lớn mới được mở trên Strip, tiếp tục xu hướng bắt đầu từ Mirage vào năm 1989.
Vào ngày 21 tháng 3 năm 2003, Josh Ford đến từ Los Angeles đã trúng giải Jackpot Megabucks lớn nhất cho đến nay với số tiền 39,7 triệu đô la Mỹ tại Excalibur.
Circus Circus Enterprises đã trở thành Mandalay Resort Group vào năm 1999, và quyền sở hữu Excalibur đã được chuyển cho MGM Mirage vào năm 2005, sau khi công ty này mua lại công ty. Chủ sở hữu mới của khu nghỉ dưỡng sau đó được đổi tên thành MGM Resorts International vào năm 2010. Quyền sở hữu Excalibur, cùng với nhiều tài sản MGM khác, đã được chuyển cho MGM Growth Properties vào năm 2016, trong khi MGM Resorts tiếp tục vận hành nó theo thỏa thuận thuê. Vici Properties đã mua lại MGM Growth, bao gồm Excalibur, vào năm 2022.

## Thiết kế

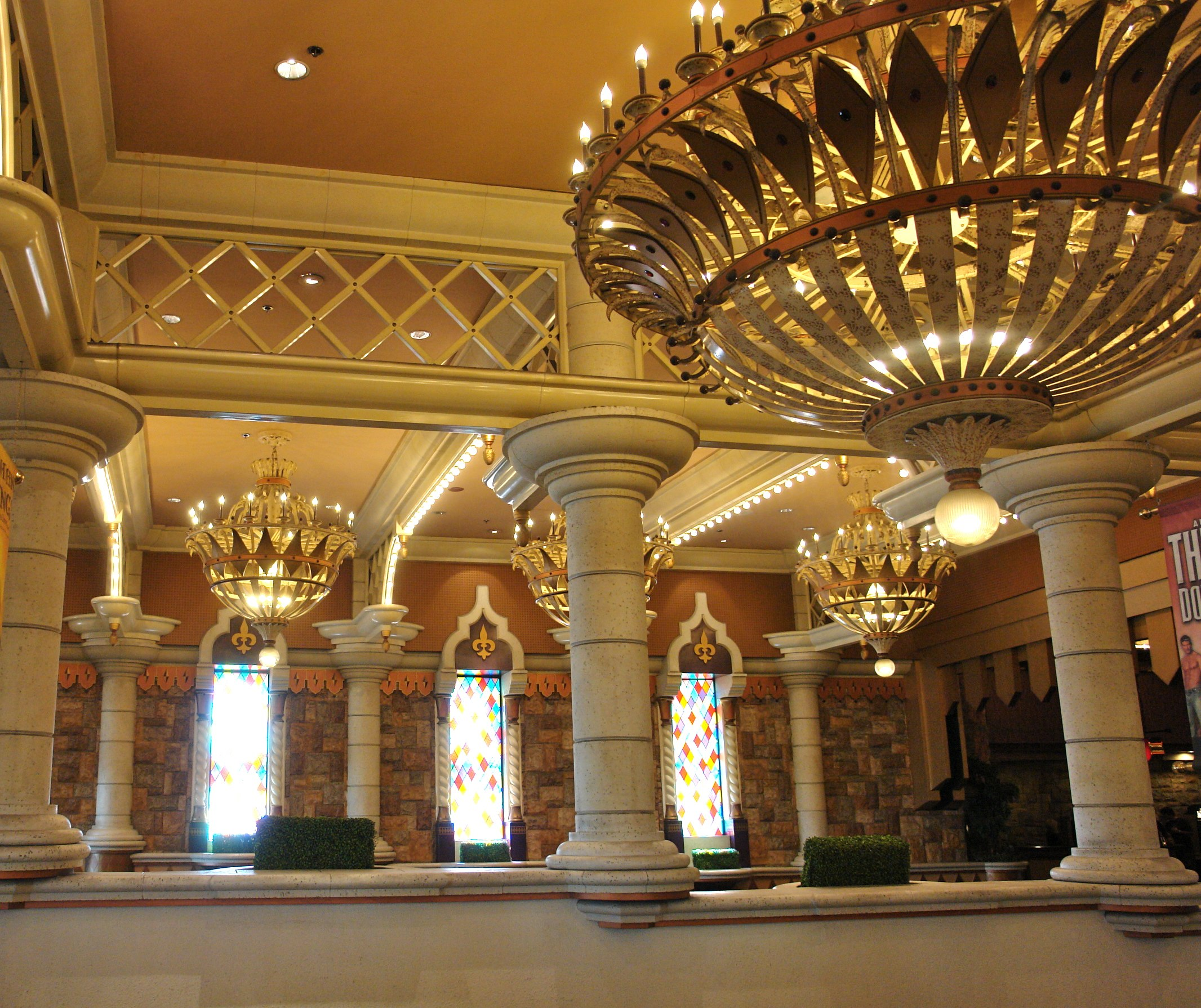
Hình ảnh Công việc trang trí tại Excalibur Hotel & Sòng bạc, Las Vegas.

Chủ đề lâu đài thời trung cổ được hình thành bởi người sáng lập Circus Circus William Bennett, và khu nghỉ dưỡng do Veldon Simpson thiết kế. Bennett đã nghiên cứu các bản vẽ lâu đài cổ và ông cùng Simpson đã đến thăm các địa điểm lâu đài ở Anh và Đức để lấy cảm hứng thiết kế. Thiết kế Excalibur của Simpson đặc biệt được lấy cảm hứng từ Lâu đài Neuschwanstein ở Đức. Các chuyên gia về nhãn hiệu đã được thuê để tránh sao chép các thiết kế lâu đài tại Disneyland và Disney World. Kiến trúc thời trung cổ của Excalibur bao gồm các tháp pháo bằng đá, hào nước và cầu rút.
Tập đoàn Yates-Silverman đã chịu trách nhiệm thiết kế nội thất của khách sạn Excalibur. Tập đoàn đã tiến hành nghiên cứu thư viện về các lâu đài và cũng đến thăm các tòa nhà như vậy ở châu Âu, ngoài các xưởng phim. Theo Michael Erickson, giám đốc thiết kế tại Yates-Silverman: "Về cơ bản, chúng tôi đang tìm kiếm cùng một cấp độ thiết kế mà bạn có thể tìm thấy trong phim. Nếu bạn thiết kế các phòng theo cách chúng thực sự trông giống như trong thời kỳ truyền thống, chúng sẽ tối tăm, ảm đạm và bẩn thỉu. Bạn phải lãng mạn hóa nó một chút và thực hiện một cách tiếp cận sân khấu hơn."

## Đặc điểm
Khách sạn Excalibur có 3.981 phòng, được phân bổ trên bốn tòa tháp 28 tầng được xây dựng theo hình vuông. Khu nghỉ dưỡng ban đầu được khai trương với 4.032 phòng, trở thành khách sạn lớn nhất thế giới. Kỷ lục này đã bị đánh bại bởi việc khai trương MGM Grand, nằm đối diện Excalibur vào năm 1993. Một dự án cải tạo khách sạn bắt đầu vào năm 2006 và dự kiến hoàn thành sau bốn năm. Theo phản hồi của khách, dự án nhiều giai đoạn đã loại bỏ các yếu tố theo chủ đề lâu đài khỏi các phòng để ủng hộ một thiết kế khiêm tốn.
Sòng bạc Excalibur có diện tích 92.389 foot vuông (8.583,2 mét vuông). Sòng bạc được khai trương với 2.630 máy đánh bạc, và hơn 100 trò chơi trên bàn. Năm 2008, Excalibur đã loại bỏ các nhân viên chia bài trực tiếp và thay thế họ bằng các bàn tự động do Pokertek sản xuất, thông qua một thỏa thuận kéo dài 10 tháng. Các bàn mới chủ yếu thu hút khách hàng trả ít hơn và những người mới bắt đầu, khiến khu nghỉ dưỡng phải đưa bài poker trực tiếp trở lại, được những người chơi có kinh nghiệm và những người sẵn sàng chi tiêu nhiều hơn ưa chuộng.
Khi khai trương, Bennett đã mô tả Excalibur là một nâng cấp từ khu nghỉ dưỡng Circus Circus ở Las Vegas, trong khi vẫn nhắm mục tiêu đến cùng một nhóm nhân khẩu gia đình. Những điểm thu hút thân thiện với gia đình bao gồm một khu trò chơi điện tử, một khu chợ trung tâm theo chủ đề thời trung cổ trong nhà và các trò chơi mô phỏng chuyển động diễn ra trong hai nhà hát, mỗi nhà hát có sức chứa 48 người.
Phía nam của Excalibur là hai tài sản khác của MGM, Luxor và Mandalay Bay. Ba khu nghỉ dưỡng này được kết nối với nhau qua hệ thống xe điện Mandalay Bay. Trong ba khu nghỉ dưỡng này, Excalibur được coi là khu nghỉ dưỡng ngân sách thấp hơn.

### Nhà hàng
Khi khai trương, Excalibur có 17 nhà hàng. Năm 1997, khu nghỉ dưỡng đã thêm Steakhouse at Camelot, sau này sẽ trở thành người chiến thắng giải thưởng Zagat. Vào thời điểm đó, nó cũng bao gồm buffet lớn thứ hai ở Las Vegas, có sức chứa hơn 1.300 người. Năm 1998, Excalibur đã công bố hợp tác với World Championship Wrestling để mở một nhà hàng theo chủ đề đấu vật tại khu nghỉ dưỡng. WCW Nitro Grill trị giá 2 triệu đô la đã mở cửa vào tháng 5 năm 1999 và hoạt động trong 16 tháng, có sự xuất hiện thường xuyên của các đô vật chuyên nghiệp trong thời gian đó.
Vào năm 2007, Dick's Last Resort đã mở một địa điểm rộng 11.000 foot vuông (1.000 m2) tại Excalibur. Nhóm nhạc Lynyrd Skynyrd cũng sẽ cấp phép sử dụng tên của mình cho một nhà hàng mới tại khu nghỉ dưỡng. Lynyrd Skynyrd BBQ & Beer đã khai trương vào tháng 12 năm 2011, cùng với American Burger Works, cả hai đều do cùng một công ty quản lý. Hai nhà hàng đã hoạt động trong chín tháng, cuối cùng đóng cửa do các vấn đề tài chính.
Buca di Beppo đã khai trương tại Excalibur vào năm 2011. Một năm sau, khu nghỉ dưỡng đã ra mắt khu ẩm thực Castle Walk, nơi giới thiệu một số quán ăn không có mặt trên Strip. Với diện tích 20.000 foot vuông (1.900 m2), đây là một trong những khu ẩm thực lớn nhất trên Strip. Vì Excalibur có thỏa thuận độc quyền với Pepsi nên khu ẩm thực có một trong số ít cửa hàng McDonald's trên thế giới bán loại đồ uống nhẹ này thay vì đối thủ cạnh tranh Coca-Cola. McDonald's cuối cùng đã đóng cửa vào năm 2016.
Johnny Rockets đã khai trương vào năm 2014, chiếm không gian trước đây do American Burger Works sử dụng. Cũng trong năm đó, khu nghỉ dưỡng đã hoàn thành việc cải tạo quầy buffet trị giá 6 triệu đô la, có sức chứa 610 người. Fatburger đã khai trương địa điểm đầu tiên trên Strip vào năm 2022, tại Excalibur.

## Giải trí trực tiếp

### Các chương trình thời trung cổ
Kể từ khi khai trương, Excalibur đã có hai chương trình theo chủ đề thời trung cổ, cả hai đều diễn ra trong nhà hát ăn tối 900 chỗ ngồi. Đấu kiếm là một phần đặc trưng của cả hai chương trình. Các buổi biểu diễn diễn ra trong một đấu trường bằng đất, và các bữa ăn được phục vụ theo phong cách thời trung cổ, không có dụng cụ ăn uống.
Chương trình gốc, King Arthur's Tournament, có sự tham gia của 45 diễn viên và 15 con ngựa khi ra mắt. Chương trình đã đóng cửa vào tháng 1 năm 1999, sau khoảng 5.600 buổi biểu diễn. Nó được thay thế một tháng sau bởi một phiên bản được cải tiến được gọi là Tournament of Kings. Hơn 2 triệu đô la đã được chi để nâng cấp chương trình và cải tạo đấu trường. Cả hai chương trình đều được tạo ra bởi nhà sản xuất người Pháp Peter Jackson, người đã qua đời ngay trước khi Tournament of Kings ra mắt. Con trai của ông, Patrick Jackson, đã tiếp quản vị trí sản xuất.
Tournament of Kings kết hợp các hiệu ứng pháo hoa và các pha nguy hiểm khác nhau, bao gồm đấu kiếm. Tính đến năm 2008, dàn diễn viên bao gồm tối đa 38 người và 11 con ngựa. Chương trình có tổng cộng 30 con ngựa, được nuôi trong một cơ sở có điều hòa không khí phía sau khu nghỉ dưỡng. Tính đến năm 2010, đây là chương trình duy nhất ở Las Vegas có sự tham gia của ngựa. King Arthur's Tournament có sự tham gia của những người cưỡi ngựa nữ, mặc dù phải đến năm 2014, Tournament of Kings mới giới thiệu người cưỡi ngựa nữ đầu tiên của mình.
Tournament of Kings là chương trình ăn tối được nhiều gia đình yêu thích. Đây là chương trình ăn tối kéo dài nhất ở Dải Las Vegas, và cũng là một trong những chương trình lâu đời nhất nói chung. Excalibur là nhà nhập khẩu Cornish game hen lớn nhất trên thế giới, đã phục vụ 6,7 triệu con gà con qua chương trình từ khi mở cửa ban đầu vào năm 1990 đến năm 2018.

### Dragon show
Vào năm 1993, khu nghỉ dưỡng đã ra mắt một con rồng hoạt hình ba tầng. Buổi biểu diễn diễn ra ở lối vào hào nước và được biểu diễn hàng giờ mỗi đêm. Con rồng phun lửa được tạo ra bởi công ty AVG Inc của Alvaro Villa, và phải mất chín tháng để xây dựng. Trước đó, người ta đã từng xem xét một con rồng sáu tầng. Các hiệu ứng rồng và Merlin nói chung được coi là không ấn tượng. Vào năm 2002 và 2003, độc giả của Las Vegas Review-Journal đã bình chọn chương trình là điểm thu hút tệ nhất của thành phố. Chương trình kết thúc vào khoảng năm 2003, mặc dù con rồng vẫn còn nguyên vẹn, ẩn bên dưới cây cầu kéo.

### Các chương trình khác
Thunder from Down Under đã khai trương tại khu nghỉ dưỡng vào tháng 7 năm 2002 và là buổi biểu diễn nam tính dài nhất ở Las Vegas. Kể từ năm 2011, địa điểm Thunder from Down Under cũng đã đăng cai tổ chức The Australian Bee Gees Show , một sự tri ân dành cho nhóm nhạc Bee Gees đầu tiên. Địa điểm ban đầu có thể chứa 375 người. Nó đã được cải tạo vào năm 2019 và được đặt tên là Thunderland Showroom, với sức chứa được mở rộng lên 425 người. Ảo thuật gia Hans Klok bắt đầu biểu diễn trong không gian đó vào cuối năm đó, chia sẻ nó với Thunder from Down Under và chương trình Bee Gees. Giữa đại dịch COVID-19, Klok đã rời khỏi khu nghỉ dưỡng vào năm 2020, vì anh cảm thấy rằng các hạn chế liên quan đến đại dịch sẽ cản trở doanh thu. Ảo thuật gia Mac King đã thay thế vị trí của anh vào năm 2021, đóng vai chính trong một chương trình ảo thuật hài hước.
Các chương trình khác tại khu nghỉ mát bao gồm Royal Lipizzaner Stallions, một nhóm ngựa Lipizzaner đã thực hiện nhiều động tác khác nhau cho khán giả trong những năm 1990. Catch a Rising Star, một chuỗi câu lạc bộ hài kịch, đã mở một địa điểm tại Excalibur vào năm 2001, hoạt động ở đó trong gần ba năm. Câu lạc bộ được bổ sung để đáp ứng phản hồi của khách. Louie Anderson cũng đã thực hiện các hành động hài kịch trong phòng trưng bày của khu nghỉ mát, bắt đầu từ năm 2006. Anh đã giải trí ở đó cho đến năm 2010.
Fuerza Bruta, một chương trình có sự tham gia của các nghệ sĩ xiếc, đã khai mạc vào tháng 3 năm 2019. Nó được thực hiện trong một lều dựng tại chỗ rộng 3.800 foot vuông (350 mét vuông), với sức chứa đứng là 950 người. Chương trình được ký cho một đợt chạy sáu tháng, nhưng đã kết thúc một tháng sau khi ra mắt, do doanh thu bán vé kém; mỗi buổi biểu diễn chỉ có trung bình 50 khách.

## Trong văn hóa đại chúng
Vào năm 2003 và 2004, Excalibur đã được sử dụng làm địa điểm quay cho chương trình truyền hình Fear Factor. Trò chơi điện tử Grand Theft Auto: San Andreas năm 2004 có các khu nghỉ dưỡng hư cấu dựa trên những khu nghỉ dưỡng nằm dọc theo Strip, bao gồm một khu nghỉ dưỡng theo chủ đề lâu đài được mô phỏng theo Excalibur.